# Sypharissa
Sypharissa é um género botânico pertencente à família Asparagaceae.